# Talmej Josef (Sinaj)
Talmej Josef (hebrejsky: תלמי יוסף‎ ‎, doslova "Josefovy brázdy", podle Josefa Weitze - činovníka Židovského národního fondu, anglicky: Talmei Yosef) byla izraelská osada v bloku osad Chevel Jamit nacházející se v severovýchodním cípu Sinajského poloostrova jihovýchodně od města Jamit. 
V roce 1977 se ve zprávě připravené pro americký senát uvádí, že obec je právě ve výstavbě. Mošav Talmej Josef byl založen roku 1977 skupinou osadníků z Jihoafrické republiky a USA. 
Vesnice byla vystěhována v roce 1982 v důsledku podpisu Egyptsko-izraelské mírové smlouvy. Obyvatelé ze zrušené osady se usadili nedaleko odtud, ve vlastním Izraeli, kde založili stejnojmennou vesnici Talmej Josef.